# Јасмин Блит
Јасмин Аманда Блит (енгл. Yasmine Amanda Bleeth; Њујорк, 14. јун 1968) је америчка телевизијска и филмска глумица. Најпознатија је по улози Керолајн Холден у ТВ серији Чувари плаже.

## Филмографија
- The Last Guy on Earth, 2006
- Game Over, 2003
- Maximum Surge, 2003
- Baywatch: Hawaiian Wedding, 2003
- Goodbye Casanova, 2000
- Hidden War, 2000
- Road Rage, 1999
- Coming Soon, 1999
- Heaven or Vegas, 1999
- Undercover Angel, 1999
- Ultimate Deception, 1999
- It Came From the Sky, 1999
- BASEketball, 1998
- The Lake, 1998
- Крунисана и опасна (Crowned and Dangerous), 1997
- Talk To Me, 1996
- The Face, 1996
- Baywatch the Movie: Forbidden Paradise, 1995
- The Force, 1994
- Hey Babe!, 1980
- Beverly Hills 90210 - Brandon s'innamora, 1993